# Budu Mdiwani
Der Georgier Budu Mdiwani (russisch Буду (Поликарп) Гургенович Мдивани, Budu (Polikarp) Gurgenowitsch Mdiwani; georgisch პოლიკარპე  „ბუდუ“ მდივანი; * um 1877 in Choni, Gouvernement Kutaissi Russisches Kaiserreich; † 10. Juni 1937 in Tbilissi, GSSR) war ein sowjetischer Parteifunktionär und Staatsmann. Während der Georgischen Affäre profilierte er sich ab 1922 als Stalin-Gegner.

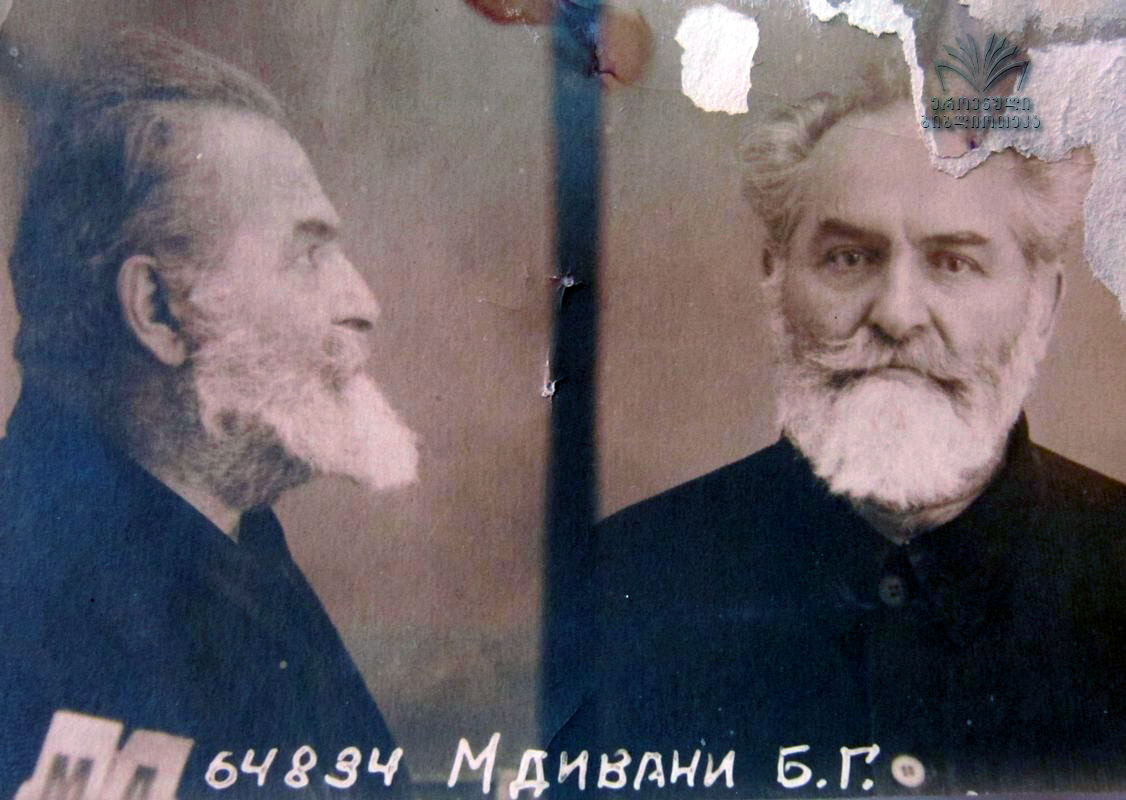
Budu Mdiwani in seinem Todesjahr

## Leben
Budu, Sohn von Gurgen Georgijewitsch Mdiwani und Olga Dawidowna geborene Schgenti, studierte ab 1895 an der Universität Moskau, wurde jedoch 1899 nach der Beteiligung an Studentenprotesten exmatrikuliert. Seit 1903 Mitglied der SDAPR, wirkte Budu fortan in seiner Heimat Transkaukasien als Revolutionär. Im Kaukasus nahm er an der Oktoberrevolution teil. Darauf im Bürgerkrieg saß er vom 30. November 1918 bis zum 13. Februar 1919 im Revolutionären Kriegsrat der 11. Armee (in der späteren Roten Armee) an der Südfront, war an dieser Front in der 10. Armee dann bis März 1920 Leiter der Politischen Abteilung, 1921 Vorsitzender der KP Georgiens, vom 19. Februar 1921 bis zum Mai 1921 Botschafter der RSFSR in der Türkei, im Rahmen der Sowjetisierung Georgiens bis Februar 1922 Vorsitzender des dortigen Revolutionären Komitees, vom März bis April 1922 georgischer Premierminister und vom 12. März bis zum 13. Dezember 1922 Präsident der Transkaukasischen Sozialistischen Föderativen Sowjetrepublik.
1922 widersetzte er sich Stalin in Sachen weiterer Sowjetisierung der georgischen Nation und näherte sich 1923 der Linken Opposition Trotzkis an.
Als Vertreter des sowjetischen Handelsministeriums war Budu Mdiwani ab November 1923 in Frankreich für Lizenzierungen zuständig. 1928 wurde er aus Frankreich abberufen, seiner Ämter enthoben, aus der KP ausgeschlossen und für drei Jahre nach Sibirien verbannt. 1929 wurde die Verbannung durch eine gleich lange Haftstrafe ersetzt. Auf seinen Antrag hin wurde Budu Mdiwani 1931 rehabilitiert und zum Minister für Leichtindustrie der GSSR ernannt.
1936 wurde Budu Mdiwani als trotzkistischer Saboteur und Spion verhaftet. Am 9. Juli 1937 wurde der im stalinischen Sinne nationalistische Abweichler in einem eintägigen Prozess des Obersten Georgischen Gerichtshofes zum Tode verurteilt und tags darauf hingerichtet.

## Familie
Der Sohn Artschil Buduijewitsch Mdiwani (1911–1937) war ein sowjetischer Tennisspieler.